# 14739 Edgarchavez
14739 Edgarchavez este un asteroid din centura principală de asteroizi.

## Descriere
14739 Edgarchavez este un asteroid din centura principală de asteroizi. A fost descoperit pe 3 martie 2000 în cadrul proiectului CSS. Asteroidul prezintă o orbită caracterizată de o semiaxă mare de 2,99 ua, o excentricitate de 0,12 și o înclinație de 9,6° în raport cu ecliptica.